# Bill Haslam
William Edward "Bill" Haslam (Knoxville, 23 de agosto de 1958) é um político ele o estava 49º governador do Tennessee. Um membro do partido republicano, Haslam foi eleito governador em 2010 e tomou posse em 15 de janeiro de 2011.
Nascido em Knoxville, Tennessee, Haslam formou-se na Universidade Emory. Ele começou sua carreira nos negócios, junto com seu pai, Jim Haslam, que foi o fundador da Pilot Corporation.
Entrando na vida política, Haslam foi eleito prefeito de Knoxville em 2003 com 52% dos votos. Ele foi reeleito em 2007, com 87% dos votos, ele serviu como prefeito de 2003 a 2011. Já que o governador incumbente, Phil Bredesen, não podia mais concorrer a reeleição, Haslam declarou a sua candidatura para governador em janeiro de 2009. Ele derrotou o representante Zach Wamp e o vice-governador (na época e em sua administração), Ron Ramsey, nas eleições primárias republicanas com 47% dos votos, e derrotou o empresário democrata, Mike McWherter, com 65% dos votos nas eleições gerais.
Atualmente, de acordo com a Forbes, Haslam tem uma fortuna de dois bilhões de dólares, e de acordo com a The Economist é o governador mais rico dos Estados Unidos.

## Juventude, educação e carreira empresarial
Haslam nasceu em Knoxville em 1958, o terceiro filho de Jim Haslam, o fundador da Pilot Corporation, e controlador da rede de lojas de conveniência e centro de viagens, Pilot Flying J, e sua esposa, Cynthia (Allen).
Haslam foi educado na Escola Webb de Knoxville, onde ficou ativo em um grupo cristão, chamado de Young Life. Ele foi aluno da Universidade Emory, formando-se em História em 1980. Ele é membro da fraternidade Sigma Chi.
Quando era adolescente, Haslam começou a trabalhar meio período na corporação do seu pai. Ele tinha como metas ensinar história e, eventualmente, se tornar pastor. Logo após ter se formado na Universidade, ele retornou a Knoxville para trabalhar na Pilot para aprender mais sobre o mundo empresarial antes de entrar no seminário, entretanto, ele decidiu continuar trabalhando na corporação. Ele se tornou o gerente da companhia (com o seu irmão, Jimmy, sendo o CEO, e seu pai o presidente) em 1995.
Haslam é um dos donos do Tennessee Smokies, um time de beisebol secundário do Leste do Tennessee. Seu irmão, atualmente líder da Piloto, Jimmy Haslam, se tornou o dono dos Cleveland Browns em 2012.

## Prefeito de Knoxville
Em 2002, Haslam anunciou que estava concorrendo para prefeito de Knoxville, inspirado em parte por uma conversa que ele tinha tido com o, na época, prefeito de Chattanooga (e atual senador dos Estados Unidos) Bob Corker. As eleições gerais de Knoxville eram nominalmente não-partidárias, mas Haslam era conhecido por ser membro do Partido Republicano quando ele concorreu ao cargo. O seu oponente na corrida eleitoral, a comissária do Condado de Knox, Madeline Rogero, criticou Haslam de "Marionete das companhias de petróleo". Em 30 de setembro de 2003, ele derrotou Rogero com uma margem de votos de 52% a 46%.
Em 2006, Haslam apontou Rogero como diretora do gabinete de desenvolvimento da comunidade, e leu o livro de Doris Kearns Goodwin: Time de Rivais, e inspiro-se na política do presidente Abraham Lincoln de nomear antigos inimigos de campanhas eleitorais para seu gabinete. Ele foi reeleito em 2007, com 87% dos votos contra os desafiantes, Isa Infante e Mark Saroff.
Haslam conseguiu realizar várias preservações históricas durante seu período de prefeito, tais como o salvamento da histórica Cafeteria S&W no centro de Knoxville, construindo um novo cinema na cidade (o Regal Riviera), e reformando o Teatro Bijou. Em 2008, ele foi nomeado para um mandato de quarto anos no Conselho de Preservação Histórica pelo Presidente George W. Bush.

## Eleições para Governador

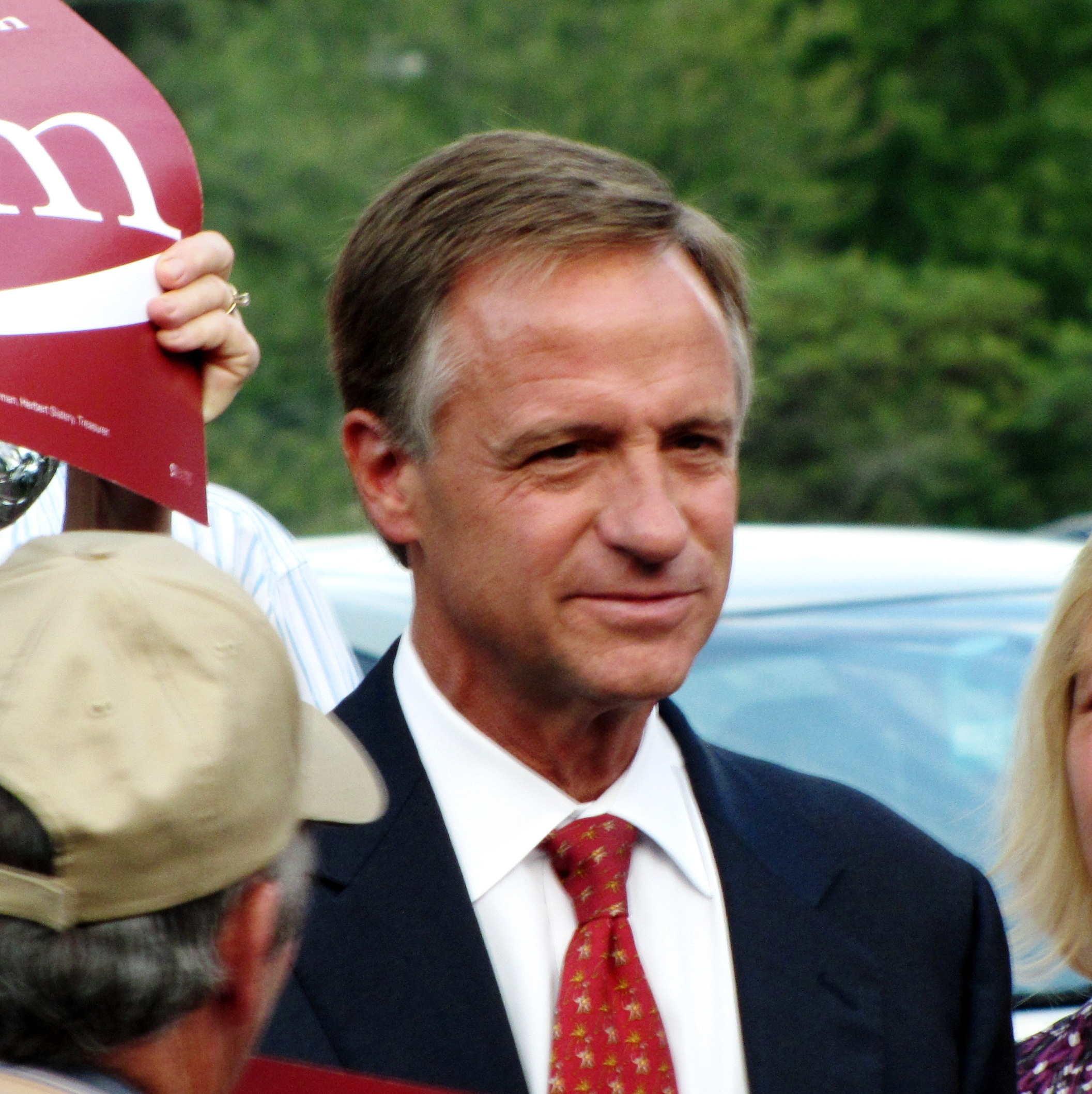
Haslam se dirigindo a apoiadores antes de um debate durante a campanha de 2010

Em 6 de janeiro de 2009, Haslam declarou sua intenção de concorrer a governador do Tennessee em 2010.
Sua campanha recebeu contribuições de 3,9 milhões de dólares entre janeiro e junho de 2009, mais do que os seus rivais republicanos nas primárias. O vice-governador, Ron Ramsey, recebeu 1,3 milhões de dólares e o congressista americano, Zach Wamp, recebeu 1,2 milhões, enquanto o advogado do condado de Shelby, General Bill Gibbons, disse ter recebido 416 mil dólares nessa época. Entre os candidatos democratas, o empresário Mike McWherter recebeu 650 mil dólares no meio do ano e, Kim McMillan recebeu 180 mil.
Haslam recebeu doações do ex senador americano Howard Baker e do congressista Jimmy Duncan. O jornal The Tennessean escreveu, "Haslam parece ter sido capaz de a política a favor dos negócios do governador Phil Bredesen, mesmo com a filiação partidária diferente."
Do lado republicano de 1 de julho de 2009 a 15 de janeiro de 2010, Haslam coletou 1,8 milhões de dólares, Ramsey coleto cerca de 1,4 milhões de dólares incluindo duzentos mil de empréstimos, Wamp coletou 1,3 milhões e sessenta e um mil de empréstimos, e Gibbons conseguiu receber duzentos e vinte e cinco mil dólares entre os democratas durante os seis meses, Jim Kyle recebeu 741 mil dólares incluindo 300 mil do fundo pessoal, McWherter conseguiu 402 mil dólares e McMillan conseguiu 159 mil dólares.
Haslam baseou a sua campanha em sua experiencia como presidente de uma grande companhia e prefeito de Knoxville. Seus oponentes o atacaram chamando-o de "Executivo do Petróleo", especialmente devido a uma suposta manipulação de preços da corporação Piloto após o Furacão Katrina, e criticaram a sua recusa em revelar informações do seus ganhos financeiros enquanto estava na Piloto.
Em 5 de agosto de 2010, Haslam ganhou as primárias republicanas para governador com quase 48% dos votos, Wamp recebeu 29% e Ramsey 22%. Mike McWherter, filho do governador Ned McWherter, foi nomeado pelos democratas depois que vários candidatos bem conhecidos desistiram da candidatura.
No dia 2 de novembro de 2010, Haslam ganhou as eleições contra o candidato democrata, Mike McWherter, tendo 65% dos votos e McWherter 35%. Os republicanos também aumentaram a sua maioria nas duas legislaturas do estado, dando ao partido o controle completo do governo do estado pela primeira vez desde 1869.

### Reeleições
Haslam anunciou que concorreria as reeleições em 2014. Ele derrotou outros três candidatos republicanos nas primárias com 88% dos votos. Nas eleições gerais em 4 de novembro de 2014, Haslam derrotou o candidato democrata, Charles Brown com mais de 70% dos votos.

## Governador do Tennessee

### 2011
Haslam declarou que a criação de empregos e o crescimento econômico a longo-prazo seriam as suas maiores prioridades, seguidas por uma reforma na educação e o desenvolvimento da força de trabalho. Ele é a favor de um orçamento estadual conservador, mantendo as taxas baixas com o objetivo de manter um ambiente amigável as empresas. Em 16 de junho de 2011, Haslam assinou um fundo orçamental de 30,8 bilhões de dólares, uma queda de  3,9% do fundo do ano anterior.
O orçamento incluía um aumento de 1,6% ao pagamento dos funcionários do estado (Embora ele tenha pedido para cortar mais de mil e trezentas posições), tentou facilitar a construção de uma fábrica da Electrolux perto de Memphis e uma da Wacker Chemie perto de Cleveland, e dar 10 milhões para o consórcio de pesquisa de Memphis. O orçamento também continha uma emenda cortando todos os fundos do estado a Planned Parenthood, a medida foi negada por uma alteração inserida na mesma emenda por um legislador desconhecido, algo que Haslam prometeu corrigir em 2012.
Em 23 de maio de 2011, Haslam assinou um projeto de lei derrubando uma decreto de Nashville que barrava a discriminação contra a contratação de homossexuais. Em 1 de junho, Haslam assinou um projeto que obrigava os eleitores a apresentar uma identificação com foto em locais de votação, uma maneira para prevenir a fraude eleitoral, mas opositores ridicularizaram a iniciativa dizendo que era uma tentativa de privar os direitos dos blocos de votação tradicionalmente democrátas. Em 2 de junho Haslam assinou uma lei que substituir os direitos coletivos de professores de escolas públicas com um processo chamado de" conferência colaborativa ", efetivamente ignorando o sindicato dos professores, a Associação de Educação do Tennessee.
Outra legislatura assinada por Haslam incluiu uma medida que reforma que limita os danos não-econômicos em processos civis, um projeto de lei que aumentou o número de escolas estaduais e abriu matrículas em escolas estaduais a mais estudantes, e um projeto de lei que permite os universitários a utilizar os fundos de bolsas durante semestres de verão.
Em outubro de 2011, Haslam aprovou o fim de um toque de recolher implementado em Legislative Plaza, no centro de Nashville, onde várias centenas de manifestantes com o Movimento Occupy Nashville (parte do movimento Occupy Wall Street) foram acampar. Nas primeiras horas da manhã de 28 de outubro, 29 manifestantes foram presos quando se recusaram a cumprir a ordem, e, no dia seguinte, 26 manifestantes foram presos. Em ambos os casos, as prisões foram jogados fora pelo Comissário Tom Nelson, que determinou que o Estado não tinha autoridade para definir um toque de recolher para Legislative Plaza. Haslam declarou o toque de recolher foi necessário devido à deterioração das condições sanitárias e questões de segurança no Plaza, embora críticos, incluindo a União Americana pelas Liberdades Civis, que entrou com uma ação no tribunal federal em 31 de outubro para deter as prisões, afirmaram que o toque de recolher é uma violação dos direitos civis dos manifestantes.

### 2012
O orçamento de 31 bilhões assinado por Haslam em 2012 incluiu 50 milhões em cortes de taxas, 560 milhões em projetos de construção, um aumento de 2,5% ao pagamento dos funcionários estaduais, e um financiamento adicional para compensar os aumentos de mensalidades antecipados em faculdades estaduais. Em Junho, Haslam assinou projetos de lei que eliminaram o dom fiscal do estado e reduziram imposto sobre a herança do estado e do imposto sobre as vendas de mantimentos. Ele também assinou o projeto "Fast Track", que dava dinheiro a companhias que queriam expandir ou se realocar no Tennessee.
Foi concedido ao Tennessee uma dispensa solicitada por Haslam de certas normas do programa do governo federal No Child Left Behind. Haslam argumentou que o modelo de progresso anual das leis marcaram algumas escolas estaduais como falhas, apesar destas escolas terem tido melhoria substancial. Em maio, ele assinou uma lei fornecendo 37 milhões de dólares em subvenções para escolas estaduais. Em julho, Haslam declarou a necessidade de uma revisão do sistema de ensino superior do Estado, com a intenção de gerar um maior número de graduados universitários em áreas com altos salários.
Em março de 2012, a legislatura aprovou um projeto que protegia os professores que não acreditassem e não ensinassem teorias científicas como a Teoria da Evolução e o Aquecimento Global nas salas de aula. Surgiram criticas que chamavam o projeto de "projeto dos macacos" que parecia uma lei que iria fazer com que os professores ensinassem sobre o Criacionismo nas salas de aula científicas. Enquanto Haslam se recusava a assinar o projeto, ele também se recusou a vetá-lo, fazendo com que ele virasse lei, já que a sua assinatura não era necessária. Ele criticou a lei por criar mais confusão do que claridade, mas não queria contrariar a decisão da legislatura, que havia aprovado o projeto com larga margem, e argumentou que o mesmo não iria prejudicar o currículo científico do estado.
Em 8 de março de 2012, Haslam instruiu uma força tarefa para diminuir o problema de obesidade no estado, já que um terço da população tenessiana era obesa. No início de abril, ele iniciou a campanha "a metanfetamina para agora", que tinha o objetivo de informar a população das consequências da fabricação de metanfetamina. Em maio, ele assinou um projeto de lei que tentaria sanar o abuso de drogas prescritas.
Em 24 de abril de 2012, Haslam tornou lei o Tennessee Excellence, Accountability and Management ("TEAM") Act, que iniciava um novo sistema de contratação por empresas estaduais e revia os critérios de avaliação para os funcionários públicos, colocando um foco maior sobre o desempenho no trabalho, em vez do tempo no cargo. O projeto também faz com que funcionários de nível executivo sejam mais fáceis de serem contratados e demitidos, estabelecem metas de mérito para trabalhadores de alta performance, e dá preferência aos veteranos em empregos onde novatos têm igual qualificação.
Em maio de 2012, Haslam assinou um projeto que impedia que educadores sexuais "encorajassem" atividades sexuais. Apoiadores do projeto argumentaram que era necessário clarear o significado de abstinência, enquanto opositores argumentavam que as palavras do projeto eram vagas e poderiam incluir comportamentos como beijar e dar as mãos. Outras leis assinadas por Haslam em maio incluíram uma medida para exigir testes de drogas para beneficiários da previdência social, uma medida concedendo subvenções às empresas para pagar as despesas de formação para os trabalhadores recém-demitidos, e um projeto de lei exigindo a Amazon.com começar a recolher impostos de vendas sobre compras on-line em 2014.
Após a Assembleia Geral permanentemente suspensa em maio, Haslam deu o primeiro veto da sua administração. Ele vetou uma lei controversa que procurou acabar com a política de "todos os cantos" da Universidade Vanderbilt, o que exigiu dos grupos religiosos na escola permitir que qualquer estudante para participar do mesmo se o estudante não compartilhar crenças religiosas do grupo. A legislatura não poderia barrar o veto. Haslam disse que ele discordava da política, mas não achava apropriado que o governo interferisse em questões de uma instituição privada.
Em dezembro de 2012, Haslam anunciou que o estado não iria implementar uma provisão do Affordable Care Act ("Obamacare") permite uma troca de cuidados de saúde estatal. Haslam tinha considerado uma troca estatal por várias semanas, mas argumentou que o governo federal não tinha fornecido informações suficientes sobre os custos do programa, e o que havia sido fornecido consistiu em projetos de propostas que estão sujeitas a alterações. "Mais e mais estou convencido de que eles estão fazendo isso como eles vão", disse ele.

### 2014
Em abril de 2014, Haslam tornou lei o projeto que permitia prender mães que usassem narcóticos durante a gravidez. A lei foi criticada como discriminatória para mulheres das áreas rurais pobres com acesso limitado a cuidados médicos e facilidades no tratamento. Em julho de 2014, a primeira mulher presa devido a essa lei foi Mallory Loyola em Madisonville, no condado de Monroe.

### 2016
Em abril de 2016, Haslam vetou um projeto de lei que faria com que a Bíblia fosse o livro oficial do Tennessee. A lei, feita pelos senadores Steve Southerland, um senador republicano de Morristown, sendo aprovados na câmara e no senado do estado. Se tivesse sido sancionada por Haslam, essa lei faria com que o Tennessee fosse o primeiro estado dos Estados Unidos a adotar a Bíblia como livro oficial. Haslam vetou o projeto em 14 de abril de  2016. Uma tentativa de barrar o veto falhou na câmara, conseguindo 43 votos, sendo necessários 50 para barrar o veto.

### 2017
Em maio de 2017, Haslam sancionou um projeto de lei que foi considerado pela Human Rights Campaign uma tentativa, no território do Tennessee, de desafiar a decisão da Suprema Corte no caso Obergefell v. Hodges, que legalizou o casamento homossexual nos Estados Unidos. Após ter sancionado o projeto, Haslam foi criticado pela filial tenessiana da União Americana pelas Liberdades Civis (ACLU em inglês) e pelo Tennessee Equality Project (TEP) por ter tomado essa atitude.

## Ação Judicial contra a Pilot Flying J
Em julho de 2014, Pilot Flying J,  a maior hibrido entre loja de conveniência e posto de gasolina dos Estados Unidos, concordou em pagar 92 milhões de dólares em multas a pagar os créditos em uma classe de ação judicial. O processo foi interposto por 5.500 empresas de caminhões que alegaram que eles foram enganados e ficado sem receber os descontos prometidos. Bill Haslam é o co-proprietário da empresa, mas não trabalhou para a empresa desde os anos 1990. Que pertence ao seu irmão, Jimmy Haslam.

## Vida Pessoal
Haslam conheceu a sua futura esposa, Crissy Garrett, na Universidade Emory e são casados desde 1981; com duas filhas e um filho. Haslam é Presbiteriano, e tem sido associado com a Igreja Presbiteriana de Cedar Springs em Knoxville. Haslam tem sido um membro do Conselho de Curadores da Yong Life desde 2011.